# Homophyton verrucosa
Homophyton verrucosa är en korallart som beskrevs av Karl Möbius 1861. Homophyton verrucosa ingår i släktet Homophyton och familjen Anthothelidae. Inga underarter finns listade i Catalogue of Life.